# PC Hawkeye Leaves the Force
PC Hawkeye Leaves the Force è un cortometraggio muto del 1911 diretto da Lewin Fitzhamon.

## Trama
Occhio di falco si trova alle prese con un banchiere, con dei ladri e dei bagagli smarriti.

## Produzione
Il film fu prodotto dalla Hepworth.

## Distribuzione
Distribuito dalla Hepworth, il film - un cortometraggio di 137 metri - uscì nelle sale cinematografiche britanniche nel giugno 1911.
Si conoscono pochi dati del film che, prodotto dalla Hepworth, fu distrutto nel 1924 dallo stesso produttore, Cecil M. Hepworth. Fallito, in gravissime difficoltà finanziarie, il produttore pensò in questo modo di poter almeno recuperare il nitrato d'argento della pellicola.